# John Edensor Littlewood
John Edensor Littlewood (ur. 9 czerwca 1885, zm. 6 września 1977) – angielski matematyk, laureat Medalu Sylvestera za rok 1943 i Medalu Copleya.
Jest najbardziej znany ze swoich osiągnięć w teorii liczb, analizie i równaniach różniczkowych.

## Życiorys
Urodzony w Rochester (Kent). Studiował na Uniwersytecie Kapsztadzkim oraz w Trinity College na Uniwersytecie Cambridge, którego później był profesorem; od 1915 członek Royal Society. Jego prace dotyczyły głównie analizy matematycznej oraz teorii liczb.
Przez wiele lat współpracował z innym angielskim matematykiem Godfreyem Haroldem Hardym. Razem próbowali udowodnić hipotezę Riemanna.